# Gérard de Vaucouleurs
Gérard de Vaucouleurs (Parigi, 25 aprile 1918 – Austin, 7 ottobre 1995) è stato un astronomo francese naturalizzato statunitense.

## Biografia
Inizialmente si interessò in modo amatoriale all'astronomia prima di ottenere la laurea alla Sorbonne, nel 1939. Dopo aver prestato servizio durante la seconda guerra mondiale, tornò ad occuparsi della sua passione riguardo l'astronomia. Parlando un inglese fluente, passò gli anni dal 1949 al 1951 in Inghilterra, poi andò in Australia, all'Osservatorio di Mount Stromlo, dal 1951 al 1957. Passò poi un paio d'anni all'Osservatorio Lowell in Arizona, quindi nel periodo 1958-60 fu al Harvard College Observatory, prima di venir chiamato dall'Università del Texas di Austin, dove rimase fino al termine della propria carriera.
Si specializzò nello studio delle galassie, aggiungendo la categoria Sbd nello schema di Hubble, consentendo una più precisa classificazione delle galassie, in particolar modo di quelle a spirale. Fu coautore del Reference Catalog of Bright Galaxies (1964) di cui nel 1991 uscì l'ultima versione definitiva, il Third Reference Catalog of Bright Galaxies (terzo catalogo di referenza delle galassie luminose), comunemente abbreviato in astronomia come RC3, in cui le galassie catalogate sono più di 23000. Nel 2007 da altri astronomi è stato per la prima volta pubblicato un atlante di galassie con questa classificazione. La sua entrata nel mondo dell'astrofisica americana fece scalpore quando annunciò che secondo la sua revisione la costante di Hubble aveva un valore di 100. Fu premiato dall'American Astronomical Society con il premio Henry Norris Russell Lectureship nel 1988. Nello stesso anno ottenne anche il premio francese Prix Jules Janssen.